# Gianfranco Moneta
Gianfranco Moneta (Palermo, 29 maggio 1935 – Roma, 18 febbraio 2005) è stato un architetto e urbanista italiano.

## Biografia
Si è laureato in architettura con Pier Luigi Nervi. Nel corso degli anni sessanta è stato assistente di due maestri dell'architettura italiana del Novecento: Bruno Zevi e Ludovico Quaroni. Dal 1970 al 2005 ha insegnato presso la facoltà di architettura di Valle Giulia a Roma, dell'Università "La Sapienza", nei corsi di progettazione architettonica e scenografia, dal '72 all '82 come professore incaricato, dall'82 come professore associato.
È stato professore dell'Istituto Statale d'Arte di Ancona dal 1966 al 1969, poi preside dell'ISA - Istituto Statale d'Arte di Monza Archiviato il 10 novembre 2018 in Internet Archive. dal 1976 al 1979. Qui riuscì a far approvare dal Ministero il suo "... modello didattico “maxisperimentale” allora rivoluzionario e ancora oggi innovativo: la convergenza interdisciplinare, l’accento sullo studio della contemporaneità, la centralità dei laboratori e, non ultima, l’individuazione di un’area caratterizzante."
Nel 1975 entrò come professore di Architettura nell'Istituto Statale d'Arte di Roma 'Silvio D'Amico' di cui divenne preside dal 1979 al 1983. 

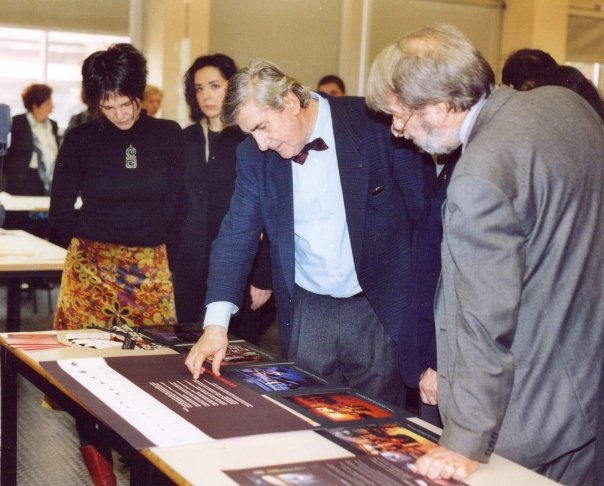
Il professor Gianfranco Moneta durante una sessione di tesi di laurea presso la facoltà di architettura di Valle Giulia (Roma)

È stato Membro fondatore del "CENSCO - Centri Storici Studi e Consulenze" e del "CIRTER - Centro Interuniversitario di Ricerca sulla Forma del Territorio" (successivamente Consorzio), che ha diretto dal 1986 al 1995. La sua attività di ricerca si è svolta anche presso il Dipartimento di Architettura e Analisi della Città di Valle Giulia, oggi Dipartimento di Architettura e Costruzione (Arcos).

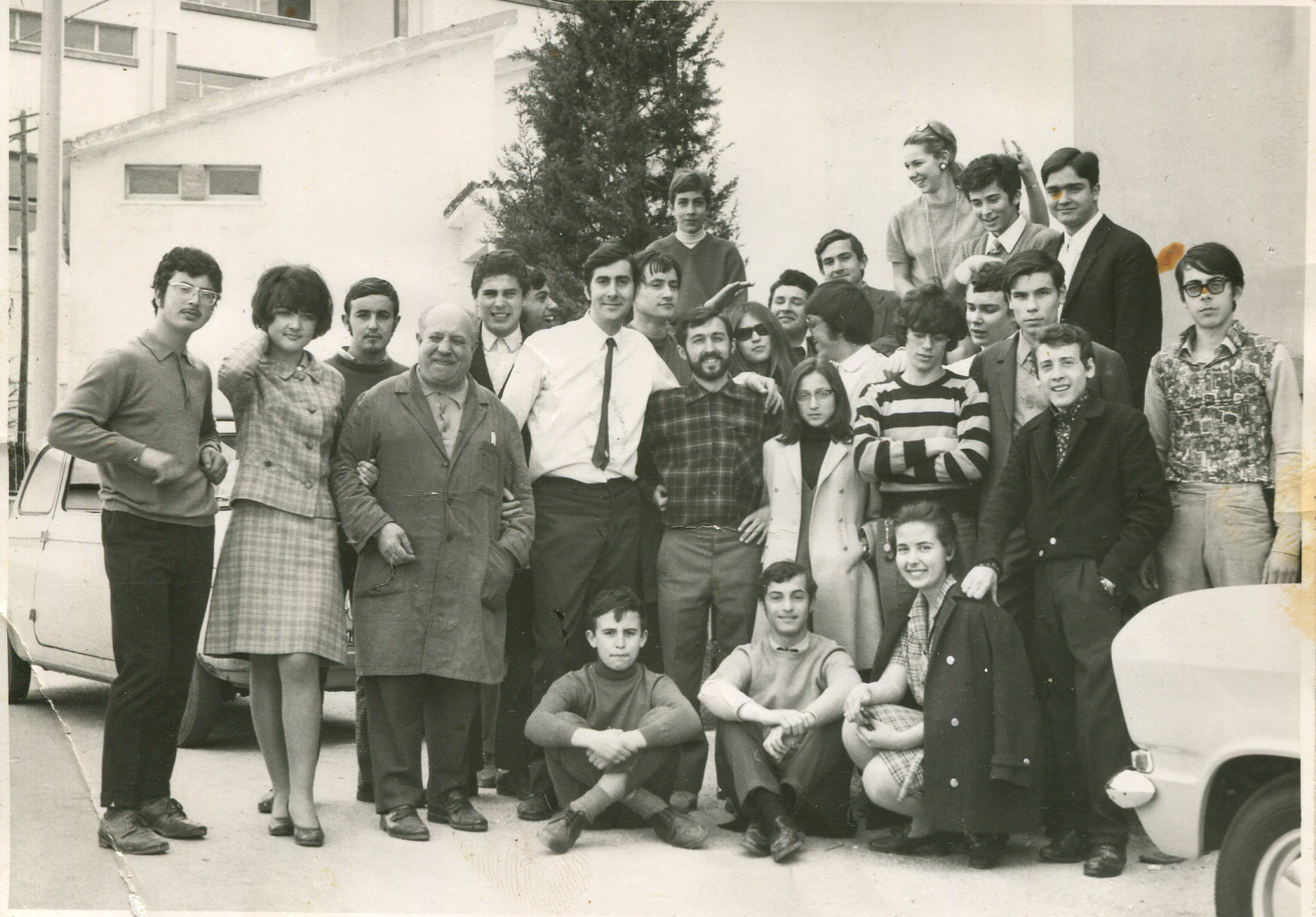
Moneta, professore all'ISA di Ancona, tra i suoi studenti, docenti e personale scolastico.

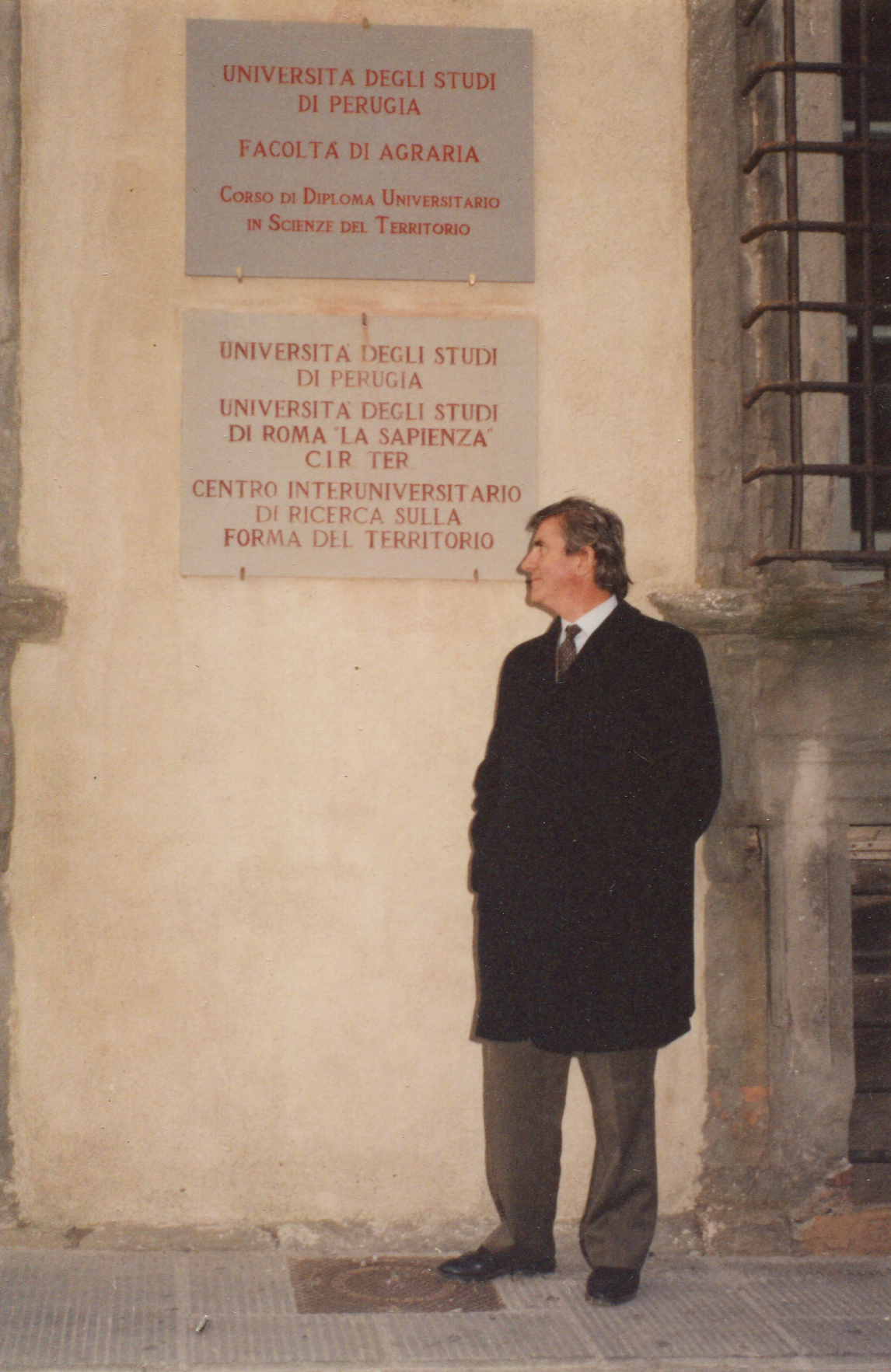
Gianfranco Moneta davanti all'ingresso del CIRTER - Palazzo della Corgna, Città della Pieve (PG).

## Opere principali
- Progettazione di strutture e impianti speciali in galleria sotto l'esercizio ferroviario nella stazione di Verona Porta Nuova (1983)
- Copertura della stazione Centrale di Milano (1981)
- Brevetto OSK per strutture mono-, bi- e tricellulari finalizzate alla ricostruzione in zone terremotate, di stazioni ferroviarie lesionate o distrutte nell'ambito del piano di ricostruzione promosso dalle Ferrovie dello Stato (1979)
- Nuovo Ospedale Kinesiterapico di Pescopagano (PZ) (1975)
- Progetto esecutivo del Piano particolareggiato planivolumetrico del Comune di Anzio (RM) (1972)
- Complesso residenziale “Vigna Murata” (788 alloggi) nell'ambito della legge n. 167/1962 (1972-1978). Progetto esecutivo delle opere di urbanizzazione primaria e secondaria e del complesso residenziale, direzione dei lavori.
- Progetto esecutivo di Villa Silvestroni all'Olgiata (Roma) (con gli architetti Francesco Maltese e Vittorio Vinci: 1977 circa).
- Progetto esecutivo della sistemazione a parco pubblico della Cittadella di Parma (con l'arch. Lucio Barbera: 1968).

## Vigna Murata (1972-1979)

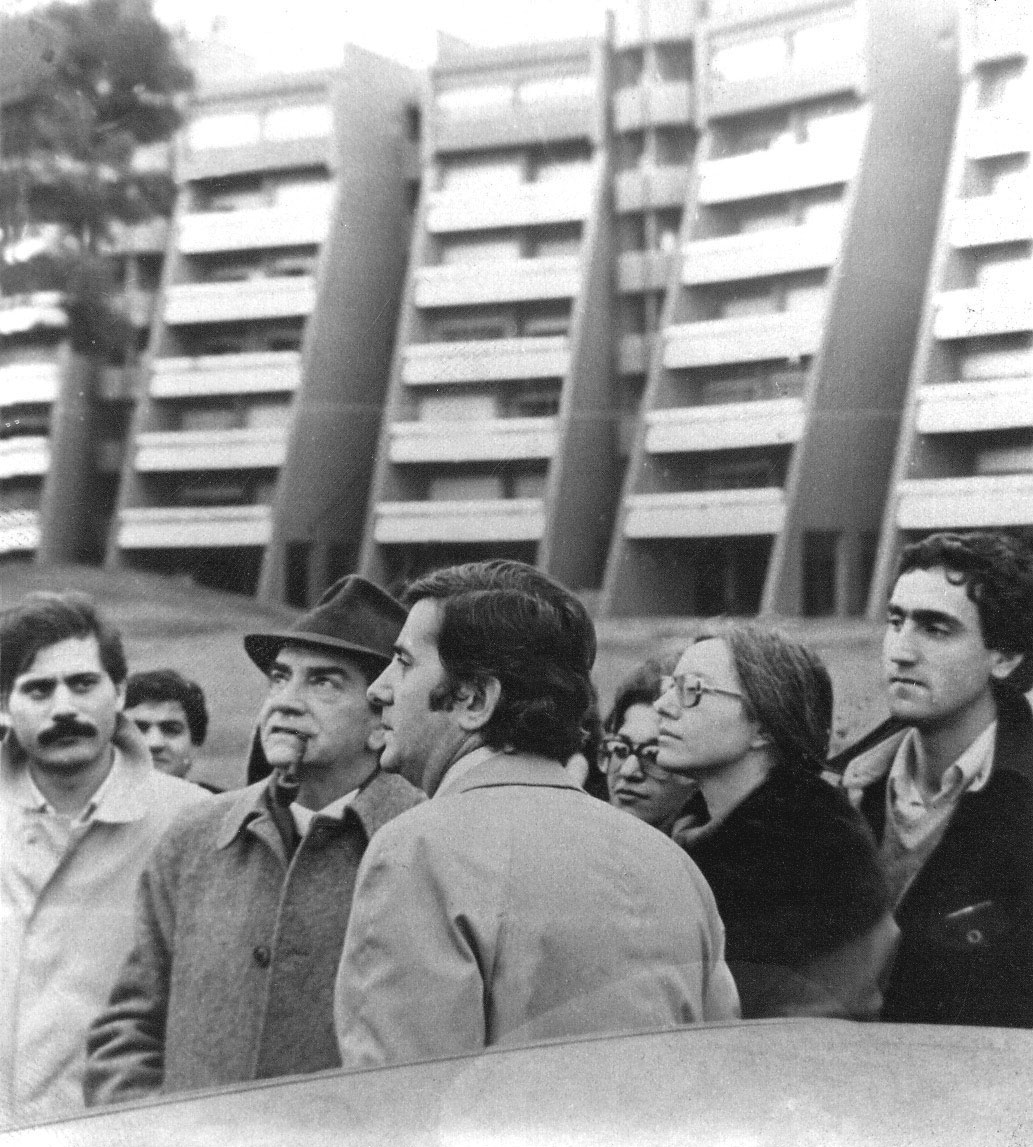
Gianfranco Moneta presenta Vigna Murata appena completata a Bruno Zevi e ai suoi studenti di architettura.

Il quartiere coordinato "Vigna Murata", ora "Prato Smeraldo" e "Fonte Meravigliosa", nacque dall'iniziativa del Consorzio tra Cooperative Edilizie “Solidarietà Sociale”, su un'area nel quadrante sud di Roma per effetto della legge 18 aprile 1962 n. 167, e fu completato dal Consorzio "Prato Smeraldo".
Negli anni, diversi professionisti si sono alternati alle varie fasi della progettazione. Per questa opera, Gianfranco Moneta coprì i seguenti ruoli:
- Progettazione (di massima ed esecutiva) del Piano Planivolumetrico Particolareggiato 40bis "Vigna Murata" (1.5 milioni di Mc, 16 000 abitanti);
- Progettazione di massima, prima e seconda fase;
- Progettazione esecutiva, prima e seconda fase;
- Progettazione esecutiva, terza fase (variante in corso d'opera);
- Direzione Lavori (limitatamente alla costruzione di "Prato Smeraldo": 800 unità abitative, 3 000 abitanti, 23 ettari di superficie totale di cui 11 ettari di superficie a verde.)[3].

L'opera fu pubblicata su L'Espresso e sulla rivista mensile L'architettura. Cronache e Storia diretta da Bruno Zevi, che la definì "...Un'opera rara."
"Il linguaggio è improntato a criteri di riconoscibilità immediata: trama scandita delle logge-campate, scale entro involucri vitrei emergenti dal profilo dei fabbricati, attrezzature collettive vistosamente arretrate. Tale scelta assicura forti e spesso drammatici effetti chiaroscurali, la cui "ricucitura” viene garantita dagli itinerari semi-pubblici delle fasce basamentali. Il metodo consiste quindi in un preciso elenco delle componenti funzionali, poi parzialmente reintegrate ma evitando una rifusione omogenea e monotona.
I materiali, sia concettuali che lessicali, sono quelli "poveri”, tipici della scuola razionalista, e tuttavia incrementati dalla consapevolezza delle possibilità espressive di un generoso manierismo. La mitica "riduzione” del 1920-30 è respinta; la sfida verte su un coraggioso arricchimento comunicativo nelle cerniere e negli snodi sapientemente modellati, nella cura che investe persino i dettagli più convenzionali. Del resto, la configurazione rivela i contenuti: distinti in quattro categorie, gli appartamenti non sono mai accorpati per ordine di grandezza, e quindi offrono tagli personalizzati, immuni da iterazioni mortificanti. Il fenomeno dello sradicamento è scomparso, perché ogni famiglia si considera coautrice responsabile di questa invenzione ambientale."

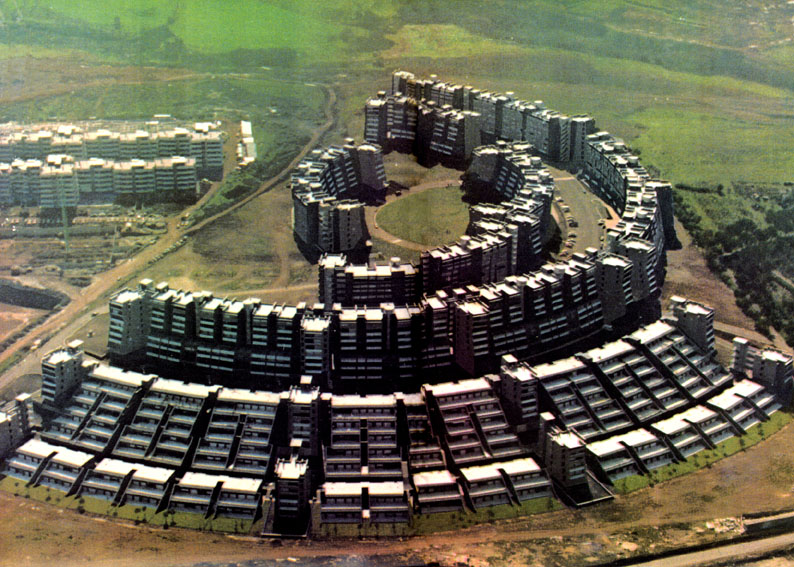
Il quartiere appena completato di "Vigna Murata" ora "Prato Smeraldo"

## Concorsi
Tra i molti concorsi a cui ha partecipato, si segnalano:
- Nuovo Centro Direzionale di Torino (progetto premiato: 1962).
- Progetto degli Ospedali Civili Riuniti di Venezia; in collaborazione (progetto premiato con menzione particolare: 1963).
- Unità residenziale a Secondigliano (1964).
- Sistemazione a Parco pubblico della Cittadella di Parma (Vincitore del concorso: 1964).
- Gerontocomio di Treviso (1965), in collaborazione (II Premio).
- Progetto di una unità residenziale in acciaio, per CECA; con M. La Perna, G. Piccinato, M. Moretti e B. Rossi Doria. (1965)
- Padiglione Italiano all’Esposizione Universale di Osaka (1968).
- Nuovo Cimitero Comunale di Modena (3º classificato: 1971).
- Nuovo Palazzo dello Sport di Bolzano (1982).
- Sistemazione del Parco de "la Villette" a Parigi (1982).
- Biblioteca di Alessandria d’Egitto (1989).
- Nuovo Museo dell’Acropoli di Atene (1990).
- La valorizzazione dell’Isola Polvese (2º classificato: 1990).
- Centro Congressi Italia, EUR di Roma (1998).
- La “Città della Scuola”, Sarno (1999).
- Trasformazione e rinnovo urbano dell’area di S. Lorenzo a Roma (2000).
- "Il sole e l'habitat", con gli architetti Francesco Maltese e Vittorio Vinci (1979)

## Attività di ricerca
L'impegno nella ricerca sull'architettura e sul territorio, che in trent'anni di attività Gianfranco Moneta ha generosamente condiviso con colleghi e collaboratori, si è sviluppato con gli studi su città italiane ed europee: un lavoro portato avanti attraverso la didattica, come relatore di tesi di Laurea in Progettazione Architettonica e in Scenografia (più di 1.000); nella professione; e infine con la creazione e direzione di importanti e riconosciuti istituti di ricerca, il CENSCO (Centri Storici Studi e Consulenze) e il CIRTER (Centro Interuniversitario di Ricerca sulla Forma del Territorio - primo in Italia, istituito nel 1986, poi Consorzio interuniversitario).
Con il CIRTER ha raggiunto l’ambizioso obiettivo di coordinare le risorse scientifiche delle componenti universitarie con quelle tecnologiche ed organizzative dei partner industriali, degli enti pubblici e privati, delle associazioni e degli istituti di credito nei settori del territorio urbanizzato e delle sue modificazioni, in accordo con programmi di ricerca nazionali e internazionali. Ospitato all’interno del Palazzo della Corgna a Città della Pieve, il CIRTER si è reso protagonista di molteplici iniziative di divulgazione culturale e promozione della tutela e del riuso del patrimonio storico. Ha operato, inoltre, nella ricostruzione post-terremoto in Umbria.
Sempre con il CIRTER, dal 2001 al febbraio 2005, quando muore, è ideatore e coordinatore del Progetto PON Cirter-SIT Calabria, istituito con Decreto n.180 del 6/9/2002 del Ministero dell’Istruzione Università e Ricerca Scientifica, dal titolo: “Processi conoscitivi avanzati ed individuazione di tecnologie e competenze per la gestione integrata delle risorse territoriali calabre”, una ricerca che ha coinvolto 5 università italiane (attraverso dieci Dipartimenti) e partner privati quali la Compagnia generale Riprese aeree S.p.A., la Agriconsulting S.p.A. e la Syremont S.p.A. (Gruppo Montedison). Gli obiettivi principali di questo articolato progetto sono stati la realizzazione di un GIS, di un portale sul territorio calabro e di una serie di stage formativi presso l’Unical di Cosenza.

## Pubblicazioni
Per i contributi teorici:
- "Lo spazio vuoto, Quaderno n. 3 del Corso di Scenografia" (con I. Vasdeki, B. Renzi, a c. di M. Orazi), facoltà di Architettura Valle Giulia - Dipartimento di Architettura e Analisi della Città, Roma 2005;
- "Fenomenologia della rimemorazione, Quaderno n. 2 del Laboratorio di Progettazione" (a c. di M. Orazi), facoltà di Architettura Valle Giulia - Dipartimento di Architettura e Analisi della Città, Roma 2003;
- "Il senso e la parola, Quaderno n. 1 del Laboratorio di Progettazione" (a c. di M. Orazi), Dipartimento di Architettura e Analisi della Città, Roma 2003;
- "Logica e complessità dell'architettura", Edizioni Kappa, Roma 2002, ISBN 978-88-7890-440-8
- "Das Europa der Städte", in AA.VV., Architektenkammer Berlin, Bauhaus Universität, Weimar 1999;
- "Interazione analisi-progetto, area di studio il sistema dell'area Portuense, riuso del Corviale" (con M. Crocco), in “Quaderni del DAAC (Dipartimento di Architettura e Analisi della Città)”, Roma 1995, pp. 269–285;
- "La Biblioteca ritrovata", di G. Moneta et alii, in “Carte Segrete” (catalogo), 1989, pp. 38–39.

Pubblicazioni sull’Analisi della Città e del Territorio:
- "Forme storiche e forme archetipe della città: materiali di base del progetto" (con M. Crocco), Roma 1991;
- "Per una scienza del territorio: lineamenti della ricerca interdisciplinare", Città della Pieve 1990;
- "Teoria del riuso, del riequilibrio e della compatibilità", Città della Pieve 1989;
- "L'interazione analisi-progetto, area di studio: l’Umbria", Roma 1989;
- "Ricerca e Progetto", Città della Pieve 1989-1990;
- "Progetto Rasenna", Roma 1985;
- "Orvieto - Area di studio per la verifica dell'interazione analisi-progetto", Roma 1976;
- "Venezia - Area di studio per la verifica dell'interazione analisi-progetto", Roma 1976;
- "L'Aquila - Area di studio per la verifica dell’interazione analisi-progetto", Roma 1975.

Altre pubblicazioni:
- L'Architettura. Cronache e Storia, numero 286-287, agosto 1979, "Quartiere coordinato Vigna Murata a Roma", di Gianfranco Moneta. Note di Renato Pedio e Gianfranco Moneta.
- L'Espresso, numero 36 - 9 Settembre 1979, "Facciamoci una contro-piazza", di Bruno Zevi
- "Viaggio nell'Italia dell'Anno Santo Giubileo 2000", Aa.Vv. a cura di Nardiello, C. e Moneta, G., C.F.N., Roma 1995
- "Giubileo 2000. Viaggio nell'Italia dell'Anno Santo", Aa.Vv. a cura di Nardiello, C. e Moneta, G., B.L.U. Editoriale, Torino 1999 (II ed.)
- “Una scuola per il domani. Dall’ISA di Monza al Liceo Artistico Nanni Valentini. 1967 – 2017”, Mondadori Electa, Milano 2017, ISBN 9788891816498
- "Scritti su Gianfranco Moneta", a cura di Manuela Orazi et alii, Dipartimento di Architettura e Costruzione (Arcos), Roma 2005